# مينتورنو
مينتورنو (بالإيطالية: Minturno)‏ هي بلدة وبلدية في مقاطعة لاتينا في إقليم لاتسيو في جنوب إيطاليا.

## السكان
في سنة 1861 بلغ عدد السكان 7٬134 نسمة، وتطور العدد ليصل في سنة 2011 لـ 19٬472 نسمة.
يظهر هذا المخطط البياني تطور النمو السكاني لـ مينتورنو

## توأمة
لمينتورنو اتفاقيات توأمة مع كل من:
- جالينارو
- Pilas, Spain [الإنجليزية]‏
- يوفاسكولا

## أعلام
- أفلوطين